# Sant Sergi I
Sergi I (Palerm, Sicília, s. VII - Roma, 8 de setembre de 701) fou Papa de 687 a 701. Se'l commemora el 8 de setembre. Va ser elegit quan dos rivals, l'ardiaca Pasqual i l'arxipreste Teodor estaven enfrontats sobre quin d'ells dos havia de ser Papa.
El seu pontificat va estar dominat per la seva resposta al Concili Quinisext, els canons del qual rebutjà acceptar. Tot i que l'emperador romà d'Orient Justinià II ordenà l'abducció de Sergi (com feu també el seu predecessor Constant II amb el Papa Martí I), però la gent de Roma i la milícia italiana de l'exarca de Ravenna es negaren a permetre que portessin Sergi a Constantinoble.

## Biografia
El seu pare es deia Tiberi i la família deixà Antioquia i s'instal·là a Palerm, on va néixer Sergi. Abandonà Sicília i arribà a Roma durant el pontificat del papa Deodat II. Podria haver estat un dels molts clergues sicilians a Roma, a causa de les batalles del Califat a Sicília a mitjans del segle vii. Lleó II el creà cardenal prevere de Santa Susanna el 27 de juny del 683, escalant pels rangs del clergat. Continuà amb aquest títol fins a la seva elecció al papat. La mort per enverinament del Papa Conó I va provocar una greu crisi.

## L'elecció
Quan el 21 de setembre del 687, després d'una llarga malaltia i un pontificat de menys d'un any, va morir el Papa Conó I, el seu ardiaca Pasqual havia subornat l'exarca de Ravenna, Joan II Platinus, per fer-se coronar successor de Conó. Malgrat això, una facció més nombrosa vola que l'arxipreste Teodor fos elegit Papa. Les dues faccions arribaren al combat armat, cadascun en possessió de part del Palau del Laterà (la residència papal). Per posar fi als dos antipapes, un grup d'autoritats cíviques, oficials de l'exèrcit, clergues i d'altres ciutadans es reuniren al palau Palatí i es nomenà Papa a Sergi I (acusat de simonia, ja que existien sospites d'haver pagat una importantíssima suma de diners per a la seva elecció) el 15 de desembre de 687, assaltant després el Laterà, forçant els dos candidats rivals a acceptar Sergi.
Tot i que fingí acceptar Sergi, Pasqual envià missatgers a Platinus, prometent-li una gran quantitat d'or a canvi de tropes. L'Exarca arribà, reconegué que Sergi havia estat elegit de manera ordinària, però malgrat tot exigí l'or. Després de la consagració de Sergi el 15 de desembre del 687, Platinus marxà. Pasqual continuà amb les seves intrigues i va ser confinat a un monestir acusat de bruixeria.
La consagració de Sergi acabà la darrera sede vacante disputada del Papat bizantí.

## El pontificat
El 10 d'abril del 689, Sergi batejà el rei Cædwalla de Wessex a Roma. També ordenà a Sant Willibrord com a bisbe dels frisons, i el Liber Pontificalis també senyala que ordenà Berhtwald com a arquebisbe de Canterbury.
Participà en el final del Cisma dels Tres Capítols amb el Patriarcat d'Antiga Aquileia el 698.
Sergi fundà la diaconia de Santa Maria in Via Lata a Via del Corso, que abastava una quarta part de la ciutat que es va desenvolupar al segle viii. També "restaurà i embellí" l'església oriental de Sant Cosme i Sant Damià.
Sergi I introduí la festivitat de l'Assumpció de Maria, el 15 d'agost.

### Resposta al Concili Quintisext
Sergi I no va assistir al Concili Quintisext celebrat el 692, al qual van assistir 226 o 227 bisbes, majoritàriament del patriarcat de Constantinoble. La participació de Basili de Gortina a Creta, pertanyent al patriarcat romà, es va veure a l'orient com a representant de Roma i fins i tot com significant l'aprovació romana, però no era, de fet, cap legat papal.
Sergi va rebutjar els cànons del Concili com a no vàlids i va declarar que «preferiria morir abans que el consentiment a les novetats errònies». Malgrat ser un súbdit lleial de l'imperi, no seria «el seu captiu en matèria de religió» i es va negar a signar els cànons. Autors com Andrew J. Ekonomou han especulat sobre quins cànons, en particular, Sergi va trobar objectables. El mateix Ekonomou exclou l'anatematització d'Honori I, la declaració de Constantinoble com a igual en privilegis, però en segon lloc en honor després de Roma. No obstant això, tots els papes des de Lleó I havien rebutjat rotundament el cànon 28 del Concili de Calcedònia, que sobre la base de consideracions polítiques va tractar d'aixecar l'estat eclesiàstic del Patriarcat de Constantinoble a la igualtat amb el de l'antiga Roma. Ekonomou esmenta en lloc d'aprovar tots els 85 cànons apostòlics del Concili Quintisext, Sergi n'hauria recolzat només els primers 50.
Moltes de les regulacions que el Concili Quintisext promulgà tenien per objecte uniformar les pràctiques existents de l'església pel que fa a l'observança ritual i la disciplina clerical. En celebrar-se sota els auspicis bizantins, amb un clergat exclusivament oriental, el concili considerà els costums de l'Església de Constantinoble com la pràctica ortodoxa. Les pràctiques a l'Església d'Occident que havien cridat l'atenció dels patriarques orientals van ser condemnats, com ara: la pràctica de celebrar la missa durant la setmana en Quaresma (en lloc de tenir litúrgies pre-santificades); de dejunar els dissabtes durant tot l'any; d'ometre l'"Al·leluia" en Quaresma; que es representés a Crist com un xai. Disputes més grans es van donar a conèixer en relació amb les actituds orientals i occidentals vers el celibat per als preveres i diaques, amb el Concili afirmant el dret dels homes casats per esdevenir sacerdots i la prescripció de l'excomunió per a qualsevol persona que intentés separar un clergue de la seva esposa, o per a qualsevol clergue que abandonés la seva esposa.
En un pas que era simbòlicament important en vista de la prohibició del Concili que representar a Crist com un anyell, Sergi introduí en la litúrgia el cant «Anyell de Déu, que lleveu el pecat del món, tingueu pietat de nosaltres» en el trencament de l'Hòstia durant la missa, i va restaurar la façana de mosaic danyat a l'atri de Sant Pere, que representa l'adoració de l'anyell. L'Agnus Dei hauria estat cantat en grec i en llatí durant aquest període, de la mateixa manera que els altres canvis litúrgics de Sergi.
Enfurismat, l'emperador Justinià II va enviar els seus magistrianus, també nomenà Sergi, per detenir el bisbe Joan de Portus, el legat papal en cap al III Concili de Constantinoble i Bonifaci, el conseller papal. Els dos alts funcionaris van ser portats a Constantinoble com un advertiment al papa. Finalment, Justinià II va ordenar la detenció i el segrest de Sergi a Constantinoble pel seu guàrdia personal notòriament violent protospatharios Zacaries. No obstant això, la milícia de l'exarca de Ravenna i del Ducat de la Pentàpolis frustraren l'intent. Zacaries va estar a punt de perdre la seva pròpia vida en l'intent de detenir a Sergi. En lloc d'aprofitar el sentiment anti-bizantí, Sergi va fer tot el possible per sufocar l'aixecament.

## Mort
Sergi va morir el 8 de setembre del 701. Va ser succeït per Joan VI.